# Veszkény
Veszkény è un comune di 909 abitanti situato nella contea di Győr-Moson-Sopron, nell'Ungheria nordoccidentale.